# Кунакбаєв Сабірзян Абдуллович
Сабірзян Абдуллович Кунакбаєв (тат. Sabircan Ğabdulla uğlı Qunaqbayev, Сабирҗан Габдулла улы Кунакбаев; 29 грудня 1901, с. Улукулево Уфимської губернії, нині Кармаскалинського району Башкортостану — 3 липня 1996, Уфа) — вчений-селекціонер. Герой Соціалістичної Праці.

## Біографія
Народився в багатодітній татарській селянській родині в 1901 році. В родині було троє дівчаток і шестеро хлопчиків. Навчався чотири роки в земському початковому училищі. Закінчивши його з відзнакою, вступив на навчання в медресе в Уфі.
Вчився в медресе «Хакимия» . Закінчив у 1927 р. Московську сільськогосподарську академію ім. К. А. Тімірязєва.
У 1927—1932 роках працював у Башкирському Наркоматі землеробства; в 1932—1955 рр. — на Чишминській селекційній станції.
У 1956—1958 — заступник директора з наукової роботи в Башкирському НДІ сільського господарства.
З 1958 завідувач лабораторією селекції і первинного насінництва озимих культур Башкирського НДІ землеробства і селекції польових культур.
Кунакбаєв С. А. створив у Башкирській АРСР наукову школу селекціонерів.
Помер 3 липня 1996 року у м. Уфі.

## Звання
- Кандидат сільськогосподарських наук (1950),
- заслужений агроном РРФСР (1957),
- заслужений діяч науки БАССР (1963),
- почесний академік АН РБ (1991).

## Нагороди
- Герой Соціалістичної Праці (1987);
- Орден Леніна (1987);
- Орден Жовтневої Революції (1981);
- Орден «Знак Пошани» (1966).

## Досягнення
Створення сортів: короткостеблового невилягаючого озимого жита «Чулпан»; гречки «Чишминська» і «Демська», озимої пшениці «Лютесценс-9» і озимої тритикале «Башкирське-1», всього 19 сортів.

## Пам'ять
АН РБ заснувала премію його імені.
У 2010 році в Башкирському НДІ сільського господарства виведено сорт жита «Пам'яті Кунакбаєва».